# Alicia (Arkansas)
Pour les articles homonymes, voir Alicia.
Alicia est une ville située dans le comté de Lawrence, dans l’État de l’Arkansas, aux États-Unis. Sa population s’élevait à 124 habitants lors du recensement de 2010, estimée à 117 habitants en 2017.

## Démographie
| 1900 | 1910 | 1920 | 1930 | 1940 | 1950 |
| ---- | ---- | ---- | ---- | ---- | ---- |
| 150  | 168  | 297  | 342  | 333  | 299  |

| 1960 | 1970 | 1980 | 1990 | 2000 | 2010 |
| ---- | ---- | ---- | ---- | ---- | ---- |
| 236  | 246  | 246  | 157  | 145  | 124  |

## Source
- (en) Cet article est partiellement ou en totalité issu de l’article de Wikipédia en anglais intitulé « Alicia, Arkansas » (voir la liste des auteurs).

1. ↑  (en) « Population and Housing Unit Estimates » (consulté le 24 mars 2018)
2. ↑  (en) « Census of Population and Housing » [archive du 26 avril 2015], Census.gov (consulté le 4 juin 2015)
3. ↑  (en) « Annual Estimates of the Resident Population for Incorporated Places: April 1, 2010 to July 1, 2014 » [archive du 22 mai 2015] (consulté le 4 juin 2015)
4. ↑  « Statistiques des États-Unis - Arkansas - Profils des comtés de 2010 » (consulté en novembre 2020)